# Manuel Vidal Hermosa
Manuel Vidal Hermosa (Bilbao, España, 15 de octubre de 1901 - Valencia, España, 17 de junio de 1965) fue un futbolista español. Jugaba de portero y fue el segundo guardameta en debutar con la selección española de fútbol en 1927.

## Trayectoria
Vidal jugó de portero en el Athletic Club durante la década de 1920. Con el Athletic jugó y ganó la final de la Copa del Rey de 1923, así como varios campeonatos regionales. 
Formó parte del Fútbol Club Barcelona, equipo ganador de la primera Liga en la temporada 1928-1929, aunque solo jugó cinco encuentros. Su debut se produjo en la jornada inaugural de la competición, el 12 de febrero de 1929, en un Real Racing Club 0 - F.C. Barcelona 2. Fue el primer portero del club catalán en un FC Barcelona - Real Madrid de Liga, que acabó con victoria blanca por 1 a 2. Dio la casualidad de que el portero del Real Madrid también se apellidaba Vidal, lo que pudo dar lugar a la confusión de si Manuel Vidal llegó a jugar en algún momento en el Real Madrid.
Para la temporada 1930-31 regresó al Athletic Club, tras una campaña en Murcia, logrando un doblete como portero suplente de Blasco. Jugó en el Atlético Aviación, en Segunda División, en la temporada 1932-33.
Vidal abandonó la práctica deportiva en 1934. En la temporada 1935/36 entrenó al Gimnástico de Valencia. En la temporada 1940-41 entrenó al Racing de Santander desde el mes de noviembre en la jornada 6. La siguiente temporada 1941-42 fue destituido tras la jornada 7.

## Selección nacional
El 22 de mayo de 1927 debutó con la selección española en un partido amistoso ante la selección francesa que acabó con victoria por 1 a 4. Vidal sustituyó a Ricardo Zamora en el minuto 49 y se convirtió así en el segundo portero de la historia de la selección española y, por ende, en el primer portero del Athletic Club en debutar.

## Palmarés

### Campeonatos regionales
| Título                         | Club          | País   | Año  |
| ------------------------------ | ------------- | ------ | ---- |
| Campeonato Regional de Vizcaya | Athletic Club | España | 1923 |
| Campeonato Regional de Vizcaya | Athletic Club | España | 1924 |
| Campeonato Regional de Vizcaya | Athletic Club | España | 1926 |
| Campeonato Regional de Vizcaya | Athletic Club | España | 1928 |
| Copa Vasca                     | Athletic Club | España | 1931 |

### Campeonatos nacionales
| Título                          | Club          | País   | Año  |
| ------------------------------- | ------------- | ------ | ---- |
| Copa del Rey                    | Athletic Club | España | 1923 |
| Liga Española                   | FC Barcelona  | España | 1929 |
| Liga Española                   | Athletic Club | España | 1931 |
| Copa Presidente de la República | Athletic Club | España | 1931 |

## Clubes y estadísticas
| Temporada | Club                    | Categoría        | Liga  | Liga  | Copa  | Copa  | Camp.Regional | Camp.Regional | Total | Total |
| Temporada | Club                    | Categoría        | Part. | Goles | Part. | Goles | Part.         | Goles         | Part. | Goles |
| --------- | ----------------------- | ---------------- | ----- | ----- | ----- | ----- | ------------- | ------------- | ----- | ----- |
| 1921-22   | Athletic Club           |                  | -     | -     | -     | -     | 0             | 0             | 0     | 0     |
| 1922-23   | Athletic Club           |                  | -     | -     | 5     | 0     | 8             | 0             | 13    | 0     |
| 1923-24   | Athletic Club           |                  | -     | -     | 5     | 0     | 10            | -             | 15    | 0     |
| 1924-25   | Athletic Club           |                  | -     | -     | -     | -     | 11            | 0             | 11    | 0     |
| 1925-26   | Athletic Club           |                  | -     | -     | 4     | 0     | 9             | 0             | 13    | 0     |
| 1926-27   | Athletic Club           |                  | -     | -     | 5     | 0     | 9             | 0             | 14    | 0     |
| 1927-28   | Athletic Club           |                  | -     | -     | 3     | 0     | 9             | 0             | 12    | 0     |
| 1928/29   | FC Barcelona            | Primera División | 5     | 0     | 4     | 0     | 4             | 0             | 13    | 0     |
| 1929-30   | Real Murcia FC          | Segunda División | 8     | 0     | 0     | 0     | ¿?            | ¿?            | 8     | 0     |
| 1930/31   | Athletic Club           | Primera División | 1     | 0     | 0     | 0     | 0             | 0             | 1     | 0     |
| 1931-32   | ¿?                      |                  | -     | -     | -     | -     | -             | -             | -     | -     |
| 1932/33   | Athletic Club de Madrid | Segunda División | 14    | 0     | 2     | 0     | 0             | 0             | 16    | 0     |
| 1933/34   | Gimnástico de Valencia  | Tercera División | ¿?    | ¿?    | -     | -     | 4             | 0             | 4     | 0     |

- Actualizado 6 de junio de 2023.